# Campeonato da Europa de Atletismo de 2014 - Salto em altura masculino
A prova do salto em altura masculino do Campeonato da Europa de Atletismo de 2014 foi disputada entre os dias 13 e 15 de agosto de 2014 no Estádio Letzigrund em Zurique, na Suíça. 

## Recordes
Antes desta competição, os recordes mundiais e do campeonato nesta prova eram os seguintes:
|                       | Nome                            | Nacionalidade  | Altura  | Local                 | Data                                   |
| --------------------- | ------------------------------- | -------------- | ------- | --------------------- | -------------------------------------- |
| Recorde mundial       | Javier Sotomayor                | Cuba           | 2m 45cm | Salamanca             | 27 de julho de 1993                    |
| Recorde do campeonato | Andrey Silnov                   | Rússia         | 2m 36cm | Gotemburgo            | 9 de agosto de 2006                    |
| Recorde europeu       | Patrik SjöbergBohdan Bondarenko | Suécia Ucrânia | 2m 42cm | Estocolmo Nova Iorque | 30 de junho de 198714 de junho de 2014 |

## Medalhistas
| Ouro                    | Prata                  | Bronze           |
| Bohdan Bondarenko (UKR) | Andriy Protsenko (UKR) | Ivan Ukhov (RUS) |

## Cronograma
Todos os horários são locais (UTC+2).
| Data         | Hora  | Evento       |
| ------------ | ----- | ------------ |
| 13 de agosto | 10:07 | Qualificação |
| 15 de agosto | 19:46 | Final        |

## Resultados

### Qualificação
Qualificação: Desempenho de 2.28 m (Q) ou os 12 melhores qualificados (q).
| Posição | Grupo | Atleta               | Nacionalidade | 2.10 | 2.15 | 2.19 | 2.23 | Resultados | Notas |
| ------- | ----- | -------------------- | ------------- | ---- | ---- | ---- | ---- | ---------- | ----- |
| 1       | B     | Jaroslav Bába        | Chéquia       | –    | o    | o    | o    | 2.23       | q     |
| 1       | A     | Bohdan Bondarenko    | Ucrânia       | –    | –    | –    | o    | 2.23       | q     |
| 1       | A     | Mihai Donisan        | Roménia       | o    | o    | o    | o    | 2.23       | q     |
| 1       | B     | Wojciech Theiner     | Polónia       | o    | o    | o    | o    | 2.23       | q     |
| 1       | B     | Ivan Ukhov           | Rússia        | –    | o    | o    | o    | 2.23       | q     |
| 6       | B     | Marco Fassinotti     | Itália        | o    | o    | o    | xo   | 2.23       | q     |
| 6       | B     | Andriy Protsenko     | Ucrânia       | –    | o    | o    | xo   | 2.23       | q     |
| 6       | A     | Daniil Tsyplakov     | Rússia        | o    | o    | o    | xo   | 2.23       | q     |
| 9       | A     | Chris Baker          | Grã-Bretanha  | o    | o    | o    | xxo  | 2.23       | q     |
| 9       | A     | Tihomir Ivanov       | Bulgária      | o    | o    | o    | xxo  | 2.23       | q     |
| 11      | A     | Andrei Churyla       | Bielorrússia  | o    | o    | xo   | xxo  | 2.23       | q     |
| 12      | B     | Yuriy Krymarenko     | Ucrânia       | o    | o    | o    | xxx  | 2.19       | q     |
| 12      | A     | Raivydas Stanys      | Lituânia      | o    | o    | o    | xxx  | 2.19       | q     |
| 12      | A     | Gianmarco Tamberi    | Itália        | o    | o    | o    | xxx  | 2.19       | q     |
| 15      | B     | Jussi Viita          | Finlândia     | o    | xo   | o    | xxx  | 2.19       |       |
| 16      | B     | Eugenio Rossi        | San Marino    | xo   | o    | xo   | xxx  | 2.19       |       |
| 17      | B     | Lukáš Beer           | Eslováquia    | o    | xxo  | xo   | xxx  | 2.19       |       |
| 18      | A     | Matúš Bubeník        | Eslováquia    | o    | o    | xxo  | xxx  | 2.19       |       |
| 19      | A     | Mickaël Hanany       | França        | –    | xo   | xxo  | xxx  | 2.19       |       |
| 20      | B     | Konstadinos Baniotis | Grécia        | o    | o    | xxx  |      | 2.15       |       |
| 21      | A     | Adónios Mástoras     | Grécia        | –    | xo   | xxx  |      | 2.15       |       |
| 22      | B     | Viktor Ninov         | Bulgária      | o    | xxo  | xxx  |      | 2.15       |       |
| 23      | B     | Aleksey Dmitrik      | Rússia        | o    | xxx  |      |      | 2.10       |       |

### Final
| Posição           | Atleta            | Nacionalidade | 2.21 | 2.26 | 2.30 | 2.33 | 2.35 | 2.37 | 2.39 | 2.41 | 2.43 | Resultados | Notas                |
| ----------------- | ----------------- | ------------- | ---- | ---- | ---- | ---- | ---- | ---- | ---- | ---- | ---- | ---------- | -------------------- |
| Medalha de ouro   | Bohdan Bondarenko | Ucrânia       | –    | –    | xo   | –    | xo   | –    | –    | –    | xr   | 2.35       |                      |
| Medalha de prata  | Andriy Protsenko  | Ucrânia       | o    | xxo  | o    | xxo  | x–   | xx   |      |      |      | 2.33       |                      |
| Medalha de bronze | Ivan Ukhov        | Rússia        | o    | o    | o    | xxx  |      |      |      |      |      | 2.30       |                      |
| 4                 | Jaroslav Bába     | Chéquia       | o    | xxo  | xo   | xxx  |      |      |      |      |      | 2.30       |                      |
| 5                 | Daniil Tsyplakov  | Rússia        | o    | o    | xxx  |      |      |      |      |      |      | 2.26       |                      |
| 6                 | Yuriy Krymarenko  | Ucrânia       | xxo  | o    | xxx  |      |      |      |      |      |      | 2.26       |                      |
| 7                 | Marco Fassinotti  | Itália        | o    | xo   | xxx  |      |      |      |      |      |      | 2.26       |                      |
| 7                 | Tihomir Ivanov    | Bulgária      | o    | xo   | xxx  |      |      |      |      |      |      | 2.26       |                      |
| 7                 | Gianmarco Tamberi | Itália        | o    | xo   | xxx  |      |      |      |      |      |      | 2.26       | Recorde da temporada |
| 10                | Wojciech Theiner  | Polónia       | o    | xxo  | xxx  |      |      |      |      |      |      | 2.26       |                      |
| 11                | Chris Baker       | Grã-Bretanha  | xxo  | xxx  |      |      |      |      |      |      |      | 2.21       |                      |
| 11                | Andrei Churyla    | Bielorrússia  | xxo  | xxx  |      |      |      |      |      |      |      | 2.21       |                      |
| 11                | Mihai Donisan     | Roménia       | xxo  | xxx  |      |      |      |      |      |      |      | 2.21       |                      |
| 12 !              | Raivydas Stanys   | Lituânia      | xxx  |      |      |      |      |      |      |      |      | NM         |                      |

Legenda
| Recorde mundial       | Recorde mundial (World record)               |                       | Recorde africano                      | Recorde africano (African) |                                           | Q | Classificado por posição (Qualified) |
| Recorde do campeonato | Recorde do campeonato (Championship record)  | Recorde da América    | Recorde da América (Americas)         | q                          | Classificado por melhor tempo (Qualified) |   |                                      |
| Melhor marca do ano   | Melhor marca do ano (World leading)          | Recorde asiático      | Recorde asiático (Asian)              | DNS                        | Não largou (Did not start)                |   |                                      |
| Recorde nacional      | Recorde nacional (National record)           | Recorde europeu       | Recorde europeu (European)            | DNF                        | Não terminou (Did not finish)             |   |                                      |
| Recorde pessoal       | Recorde pessoal do atleta (Personal best)    | Recorde da Oceania    | Recorde da Oceania (Oceania)          | DSQ / DQ                   | Desclassificado (Disqualified)            |   |                                      |
| Recorde da temporada  | Recorde da temporada do atleta (Season best) | Recorde sul-americano | Recorde sul-americano (South America) | NM                         | Sem marca (No mark)                       |   |                                      |